# Proudianka
Proudianka (ukrainien : Прудянка ; russe : Прудянка) est une commune urbaine de l'oblast de Kharkiv, en Ukraine. Elle compte 1 778 habitants en 2021.

## Géographie
La commune de Proudianka est assise sur la rive est de la rivière Lopan, affluente de la rivière Oudy, dans le bassin hydrographique du Donets, principal affluent du fleuve Don. Elle se trouve en situation de conurbation avec sa voisine Slatyne, située juste en aval. Elle se trouve à 28 kilomètres au nord de la ville de Kharkiv.